# Selim Islami
Selim Islami (ur. 1927 w Pandalejmonie, zm. 26 października 2001 w Tiranie) – albański archeolog, badacz kultury iliryjskiej.

## Życiorys
Naukę podstawową ukończył w Sarandzie, a średnią w Elbasanie. W roku 1951 ukończył studia na Uniwersytecie Moskiewskim i wrócił do Albanii, gdzie pracował przez około 40 lat w Akademii Nauk Albanii jako archeolog.
W roku 1959 Selim Islami wydał publikację dotyczącą starożytnej historii Albanii.
Był dyrektorem Muzeum Archeologicznego w Tiranie, przez ponad dziesięć lat kierował jego działem archeologii. Był też prodziekanem Wydziału Historyczno-Filologicznego Uniwersytetu Tirańskiego. W 1973 roku uzyskał tytuł profesora.